# Robert Lach
Robert Lach (ur. 29 stycznia 1874 w Wiedniu, zm. 11 września 1958 w Salzburgu) – austriacki kompozytor i muzykolog.

## Życiorys
Studiował prawo na Uniwersytecie Wiedeńskim, porzucił jednak studia przed egzaminami końcowymi i podjął pracę jako urzędnik w administracji państwowej. W latach 1893–1899 studiował kompozycję w konserwatorium wiedeńskiego Gesellschaft der Musikfreunde u Roberta Fuchsa, od 1896 do 1899 roku studiował także muzykologię na Uniwersytecie Wiedeńskim u Richarda Wallaschka i Guido Adlera. W 1902 roku uzyskał stopień doktora na Uniwersytecie Niemieckim w Pradze na podstawie pracy Studien zur Entwicklungsgeschichte der ornamentalen Melopöie (wyd. Lipsk 1913). W 1903 roku ze względu na zły stan zdrowia przerwał pracę urzędnika i spędził kolejne lata na urlopie w Istrii, Dalmacji i Włoszech. W 1911 roku podjął pracę w wiedeńskiej Hofbibliothek, w latach 1913–1920 był kierownikiem jej działu zbiorów muzycznych. Od 1915 roku wykładał na Uniwersytecie Wiedeńskim, w latach 1925–1939 kierował Instytutem Muzykologii. Od 1924 roku był również wykładowcą Konserwatorium Wiedeńskiego. W 1939 roku przeszedł na emeryturę. Od 1954 roku był redaktorem naczelnym serii Denkmäler der Tonkunst in Österreich.

## Twórczość
W swojej pracy zajmował się szerokim spektrum zagadnień, od historii muzyki po estetykę i muzykologię porównawczą. Był zwolennikiem poglądów ewolucjonistycznych w etnomuzykologii, zwracał uwagę na znaczenie zagadnień ontogenetycznych i historyczno-rozwojowych. Postulował podjęcie szeroko zakrojonych badań przekrojowo-porównawczych, podkreślał znaczenie badań nad śpiewem ptaków i głosami zwierząt dla zrozumienia istoty i rozwoju muzyki. W trakcie I wojny światowej prowadził badania wśród rosyjskich jeńców wojennych, spisując melodie śpiewanych przez nich pieśni i rejestrując ich treść za pomocą fonografu.
Skomponował m.in. 10 symfonii, 8 mszy, 25 kwartetów smyczkowych, 14 kwintetów smyczkowych, 8 sekstetów smyczkowych. Jego kompozycje pozostały w większości w rękopisach.

## Prace
(na podstawie materiałów źródłowych)
- Sebastian Sailers „Schöpfung” in der Musik (1916)
- W.A. Mozart als Theoretiker (1918)
- Zur Geschichte des Gesellschaftstanzes im 18. Jahrhundert (1920)
- Eine Tiroler Liederhandschrijt aus dem 18. Jahrhundert (1923)
- Zur Geschichte des musikalischen Zunftwesens (1923)
- Die vergleichende Musikwissenschaft: Ihre Methoden und Probleme (1924)
- Das Konstruktionsprinzip der Wiederholung in Musik, Sprache und Literatur (1925)
- Vergleichende Kunst-und Musikwissenschaft (1925)
- Die Bruckner-Akten des Wiener Universitätsarchivs (1926)
- Geschichte der Staatsakademie und Hochschule für Musik und darstellende Kunst in Wien (1927)
- Das Ethos in der Musik Franz Schuberts (1928)